# Deborah Voigt
Deborah Joy Voigt (* 4. August 1960) ist eine US-amerikanische Opernsängerin (Sopran).

## Leben
Voigt wurde in eine religiöse Familie geboren, die der Southern Baptist Convention angehörte, und wuchs in Wheeling im Bundesstaat  Illinois auf; als sie 14 war, zog die Familie nach Orange County, Kalifornien. Voigt sang schon früh in Gospelchören und gewann verschiedene Gesangswettbewerbe, ernsthaft interessierte sie sich erst für Gesang, als sie von ihrer Gesangslehrerin, der Musikprofessorin Jane Paul, gezielt gefördert und auf hochrangige Gesangswettbewerbe geschickt wurde.
1988 hatte sie ihr Gesangsdebüt in der Carnegie Hall. Sie sang an allen wichtigen Opernbühnen und gilt als eine der besten dramatischen Sopranistinnen ihrer Zeit. An der Metropolitan Opera in New York sang sie zahlreiche Rollen, darunter die Brünnhilde in Wagners Ring des Nibelungen. 2003 war sie in einer Neuinszenierung von Tristan und Isolde an der Wiener Staatsoper als Isolde zu sehen. Sie moderiert auch häufig die Kino-Live-Übertragungen aus der Met.
2004 unterzog sie sich einer Magenoperation, bei der ihr Magen verkleinert wurde, nachdem sie vom Royal Opera House, in dem sie die „Ariadne auf Naxos“ singen sollte, aufgrund ihrer Leibesfülle wieder aus der Besetzung genommen wurde. 2013 wurde sie bei den Grammy Awards ausgezeichnet.
Deborah Voigt lebt in Florida.